# Монтелабате
Монтелаба̀те (на италиански: Montelabbate, на местен диалект Montlabèt, Монтлабет) е градче и община в Централна Италия, провинция Пезаро и Урбино, регион Марке. Разположено е на 65 m надморска височина. Населението на общината е 6754 души (към 2010 г.).